# Key Frame

Key Frame

Durante la compresión de un vídeo, el Key Frame (en español: "fotograma clave"), es aquel fotograma que se toma como referencia con el fin de solo almacenar dicho fotograma y a partir de ese almacenar los cambios de los siguientes fotogramas en referencia al primero. De ese modo, se ahorra mucho espacio de almacenaje.
Durante una película almacenamos distintos key frames repartidos durante el transcurso del film, principalmente guardamos un fotograma por cada cambio considerable entre dos fotogramas, como por ejemplo, al cambiar de escena. En cambio, durante un mismo plano, los cambios generados entre el fotograma anterior y su posterior son pocos, de modo que si almacenásemos toda la información de todos los fotogramas ocuparíamos una gran cantidad de almacenaje.
Debido a este factor, cuando visualizamos un vídeo en streaming el navegador tarda un tiempo considerable en actualizar la imagen en el momento en que rebobinamos o adelantamos el vídeo, pues debe reencontrar el key frame y realizar todos los cambios hasta el fotograma que deseamos ver.